# Haussy
Haussy – miejscowość i gmina we Francji, w regionie Hauts-de-France, w departamencie Nord.
Według danych na rok 1990 gminę zamieszkiwały 1623 osoby, a gęstość zaludnienia wynosiła 100 osób/km² (wśród 1549 gmin regionu Nord-Pas-de-Calais Haussy plasuje się na 420. miejscu pod względem liczby ludności, natomiast pod względem powierzchni na miejscu 107.).